# HD 48403
HD 48403，又名CD-47 2521，SAO 218124、HR 2476，是一颗恒星，视星等为6.65，位于銀經256.68，銀緯-21.4，其B1900.0坐标为赤經6h 38m 6.4s，赤緯-47° -21.4′ 44″。